# Friedrichslust
Als Friedrichslust wird eine Siedlung mit drei Wohnhäusern in der Flur des Dorfes Zehma bezeichnet. Zehma gehört zur Einheitsgemeinde Nobitz im Landkreis Altenburger Land in Thüringen.

## Lage
Die Siedlung befindet sich etwa einen Kilometer östlich von Saara auf dem Roten Berg – eine markante Anhöhe über der Pleiße und liegt an der heutigen Bundesstraße 93. In unmittelbarer Nähe führt auch die Bahnstrecke Gößnitz-Altenburg vorbei.

## Geschichte
In der Flur an der Zwickauer Chaussee wurde seit dem 17. Jahrhundert nachweisbar kalkhaltiges Gestein abgebaut und verhüttet, um als Baumaterial verkauft zu werden. Die jetzt nicht mehr vorhandenen Kalkhütten können für das Jahr 1682 belegt werden, zu einer Kalkhütte gehörten zu diesem Zeitpunkt mehrere Brennöfen, vermutlich im Besitz eines professionellen Kalkbrenners.
Am 17. April 1736 erwarb die Herzogliche Kammer zu Altenburg für 160 Gulden von einem Bauern Paul Etzold aus Zehma eine angrenzende Ackerfläche, um dort durch einen Pächter selbst einen Kalksteinbruch zu eröffnen. Da sich in unmittelbarer Nähe noch ein Waldstreifen ausbreitete, und der Ort eine schöne Aussicht auf die Pleißenaue bot, weilte der damalige Herzog Friedrich von Sachsen-Altenburg oft an diesem Ort. Auf Anordnung des Herzogs wurde ein Jagdhaus erbaut, dieses erhielt bei seiner Einweihung den prophetischen Namen „Die Friedrichslust“ übertragen. Das herzogliche Jagdhaus wurde später veräußert und als Gast- und Rasthaus an der Zwickauer Chaussee genutzt. Mit dem Bau der Eisenbahnstrecke endete (vermutlich) die Abbautätigkeit im Steinbruch, das Gelände verwilderte. Mit dem Aufgehen der Gemeinde Zehma in der Einheitsgemeinde Saara wurde Friedrichslust am 1. Januar 1996 ein Teil dieser Gemeinde, bis diese wiederum am 31. Dezember 2012 zu Nobitz kam.

## Flächennaturdenkmal „Roter Berg“ Zehma
Als Folge des Kalkabbaus siedelte sich an den Hängen und auf den Abraumhalden eine spezielle kalkliebende Flora und Fauna an, daher wurde ein Teil der Ödlandfläche als Flächennaturdenkmal «Roter Berg (Zehma)» unter Naturschutz gestellt.

„Ziel der Schutz- und Pflegemaßnahmen ist der Erhalt eines struktur- und artenreichen Halbtrockenrasens, der teilweise mit Obstbäumen durchsetzt ist. Die Fläche soll wärmeliebenden, konkurrenzschwachen Arten, die nur unter den vorherrschenden Bedingungen in unserer Kulturlandschaft vorkommen einen Rückzugsort bieten.“